# Happy Neon
Happy Neon é o primeiro EP da cantora e escritora britânica Neon Hitch. A princesa cigana deu o EP como download gratuito através de seu website em 14 de janeiro de 2013.

## Antecedentes
Em entrevista Neon disse sobre o EP:
| “ | É complicado — muitas coisas acabam fugindo do controle. Eu queria poder soltar todo meu álbum de graça hoje. Não é questão de dinheiro ou tempo pra mim, mas é sobre meus fãs e a música... Eu realmente estou muito feliz com esse disco, mas sinto que tudo acontece por uma razão. Se o lançamento do álbum não fosse adiado, eu nunca teria feito esse EP e nunca teria redescoberto meu verdadeiro eu, que encontrei enquanto produzia esse material" | ” |

## Alinhamento das faixas
| N.º            | Título                  | Compositor(es)          | Produtor(es)   | Duração |  |
| 1.             | "The Bus"               | Neon Hitch Happy Perez  | Hitch Perez    | 0:35    |  |
| 2.             | "Pink Fields"           | Hitch David Brook Perez | Hitch Perez    | 4:11    |  |
| 3.             | "Midnight Sun"          | Hitch Brook Perez       | Hitch Perez    | 4:04    |  |
| 4.             | "The Wizard Believe"    | Hitch Brook Perez       | Hitch Perez    | 4:19    |  |
| 5.             | "Jailhouse"             | Hitch Brook Perez       | Hitch Perez    | 3:35    |  |
| 6.             | "Born To Be Remembered" | Hitch Perez             | Hitch Perez    | 5:19    |  |
| Duração total: | Duração total:          | Duração total:          | Duração total: | 22:02   |  |